# Toxoglugea vibrio
Toxoglugea vibrio är en svampart som beskrevs av Leger and Hesse. Toxoglugea vibrio ingår i släktet Toxoglugea och familjen Thelohaniidae.   Inga underarter finns listade i Catalogue of Life.